# جيف ديفيس (سياسي أسترالي)
جيف ديفيس (بالإنجليزية: Geoff Davis)‏ هو سياسي أسترالي، ولد في 13 فبراير 1931. انتخب عضو مجلس نواب تسمانيا.